# Алпско скијање на Зимским олимпијским играма 1936.
Алпско скијање уведено је први пут у програм Олимпијских игара на Зимским олимпијским играма 1936. у Гармиш-Партенкирхену у нацистичкој Немачкој. На програму је била само једна дисциплина алпског скијама — алпска комбинација у обе конкуренције.
Такмичења су трајала три дана од 7. до 9. фебруара. У петак 7. фебруара одржано је такмичење у спусту у обе конкуренције, у суботу 8. фебруара слалом у женској, а у недељу 9. фебруара слалом у мушкој конкуренцији.

## Земље учеснице
Учествовала су укупно 103 алпска скијаша (66 мушкараца и 37 жена) из 26 земаља. У мушкој конкуренцији је учествовала 21 земља, а у женској 13 земаља). Осам земаља је имало представнике у обе конкуренције. Због олимпијских правила аматеризма, није дозвољен наступ учитеља скијања који су сматрани професионалцима, те су стога алпски скијаши из (Аустрије и Швајцарске бојкотовали игре. Пет земаља је имало представнике само у женској конкуренцији (Аустрија, Естонија, Холандија, Шпанија и Швајцарска)
| - Аустрија (4) (м:0 ж:4) - Белгија (4) (м:4 ж:0) - Бугарска (3) (м:3 ж:0) - Канада (7) (м:3 ж:4) - Чехословачка (7) (м:4 ж:3) - Естонија (1) (м:0 ж:1) - Француска (3) (м:3 ж:0) - Немачка (8) (м:4 ж:4) - Уједињено Краљевство (8) (м:4 ж:4) - Грчка (1) (м:1 ж:0) - Мађарска (4) (м:4 ж:0) - Краљевина Италија (8) (м:4 ж:4) - Јапан (3) (м:3 жn:0) |  | - Летонија (3) (м:2 ж:1) - Лихтенштајн (2) (м:2 ж:0) - Луксембург (1) (м:1 ж:0) - Холандија (1) (м:0 ж:1) - Норвешка (7) (м:4 ж:3) - Пољска (3) (м:3 ж:0) - Румунија (4) (м:4 ж:0) - Шпанија (2) (м:0 ж:2) - Шведска (1) (м:1 ж:0) - Швајцарска (2) (м:0 ж:2) - Турска (4) (м:4 ж:0) - САД (8) (м:4 ж:4) - Краљевина Југославија (4) (м:4 ж0) |

## Освајачи медаља
Мушкарци
| Дисциплина         |                     | Резултат |                        | Резултат |                      | Резултат |
| Алпска комбинација | Франц Пфнир Немачка | 99,25    | Густав Ланчнер Немачка | 96,26    | Емил Але · Француска | 94,69    |

Жене
| Дисциплина         |                      | Резултат |                       | Резултат |                               | Резултат |
| Алпска комбинација | Кристл Кранц Немачка | 97,06    | Кете Гразегер Немачка | 95,26    | Лајла Скоу Нилсен ‎ · Норвешка | 93,48    |

## Биланс медаља
|   | Држава     |   |   |   |   |
| - | ---------- | - | - | - | - |
| 1 | Немачка    | 2 | 2 | 0 | 4 |
| 2 | Француска  | 0 | 0 | 1 | 1 |
| 3 | Норвешка   | 0 | 0 | 1 | 1 |
|   | Укупно (3) | 2 | 2 | 2 | 6 |

## Занимљивости
Алпско скијање је уведено на ове игре због домаћина Немаца, који у нордијским дисциплинама ниси имали шта да траже. Поред поменутог бојкота Аустрије због забране наступа учитељима скијања, неколико Аустријанаца су преко ноћи постали Немци, да би учествовали на играма.